# Georges Canape
Pour les articles homonymes, voir Canape.
Georges Frédéric Canape, né à Paris (6e arrondissement) le 24 novembre 1864 et mort à Saint-Cloud le 18 septembre 1940,, est un relieur doreur français.

## Biographie
Georges Canape est le fils du relieur Pierre Jules Canape établi 62 rue du Bac. Jules Canape avait créé son atelier à Paris, rue Visconti, en 1865 et repris le matériel et la clientèle de Belz-Niédrée établi passage Dauphine en 1880. Georges hérite de l'atelier de son père en 1894 et devient également doreur à partir de 1899 alors qu’il s’installe au 18 rue Visconti . À cette adresse, Georges Canape emploie près de 25 ouvriers et pratique la reliure de luxe, dont les décors sont souvent dessinés par Adolphe Giraldon.  Canape suit le courant Art nouveau de son époque, notamment influencé par les créations de Marius-Michel.
Vers 1927, il s'associe avec le relieur Corriez.
Georges Canape travaille pour les plus grands décorateurs de l’époque, de Robert Bonfils à Pierre-Émile Legrain en passant par le couturier Jacques Doucet qu’il avait converti à la reliure. À l'exposition du Salon de la Société des artistes décorateurs, en 1919, vingt reliures de ce dernier avaient été présentées dont quelques-unes des plus belles sorties des mains de Canape.
Georges Canape succède en 1919 à Henri Magnier comme président de la Chambre syndicale de la reliure, poste qu'il occupe jusqu'en 1927.
Il prend sa retraite en 1937 et transmet l'atelier de reliure à Esparon et celui de dorure à Henri Mercher.
Sa bibliothèque personnelle, dont l’essentiel relié par ses soins, fait l’objet d’une vente aux enchères en 1938.

## Travail
Canape comme excellent technicien exécute des reliures pour des décorateurs tels Robert Bonfils et Pierre Legrain.

## Collections
- Bibliothèque nationale de France
- Bibliothèque du Congrès
- Bibliothèque royale des Pays-Bas

## Prix et récompenses
- Médaille d'argent à l'Exposition universelle de 1900